# سناء شباني
سناء شبّاني (1966 -) هي كاتبة قصص للأطفال والناشئة، ومترجمة لبنانية. لها مسرحية واحدة وأكثر من 90 كتابا للأطفال. حازت جائزة الشارقة لكتاب الطفل في العام 2012 عن كتابها: «ماذا قررت يا مالك». واختارت الهيئة العالمية لكتب الأولاد هذه القصّة على لائحة الشرف العام 2014 عن فئة ذوي الاحتياجات الخاصة. ورُشّحت قصّتها «معركة عنترة بن شداد» للقائمة القصيرة لجائزة اتصالات لفئة قصص الناشئة العام 2017. وفي العام 2021 اختارت الهيئة العالمية لكتب الأولاد LBBY قصّتها «زيارة غير متوقعة» لتكون على لائحة الشرف عن فئة النص.

## السيرة الذاتية
سناء شبّاني كاتبة ومترجمة لبنانية، ولدت في العام 1966. حازت شهادة بكالوريوس في اللغة الإنجليزية وآدابها من كلية بيروت الجامعية، وحازت الماجستير في الإرشاد المدرسي. وتعمل في جامعة البلمند في كلية الصحة العامة وعلومها منذ العام  2006 برتبة أستاذ وكمسؤولة تربوية لتنفيذ البرامج والمشاريع الاجتماعية وتدريب المتدربين. كما ساهمت في كتابة سيناريو في مجلة «نورا ونورا» الصادرة عن الجامعة نفسها منذ العام 2002 وحتى 2012.
وأسهمت أيضا من العام 2004 وحتى 2014 في كتابة سيناريو وقصص وأنشطة التسالي في مجلة «العربي الصغير» الصادرة عن وزارة الإعلام في الكويت. هذا بالإضافة لكتابتها لبعض القصص والأنشطة في مجلتين لبنانيتين «توتة توتة» و«أحمد» لمدة أربعة أعوام. وشاركت في ورش وندوات ومعارض عديدة منها: ندوة «دوافع الكتابة للطفل» التي كانت ضمن فعاليات معرض الشارقة القرائي للطفل العام 2017. وترجمت بعض قصص الأطفال الإنجليزية إلى اللغة العربية منها قصة «قبلات لأبي» للكاتب فرانسيس واتسز. وفي السنوات الماضية.

## المؤلفات
صدر لسناء شباني أكثر من 90 كتابا للأطفال والناشئة. وكتبت مسرحية واحدة «أزرق يا زهر» والتي أخرجها اللبناني كريم دكروب العام 1999، من أعمالها:
- عازفة الكمان تتحدى عازف الناي، 2002
- كوكي لحل المشاكل، 2002
- فراشة ودودة، 2004 (ردمك: 9953458588)
- قطة وسمكة، أصالة للطباعة والنشر والتوزيع، 2005 (ردمك: 9953458596)
- هدى وأحمر الشفاء، أصالة للطباعة والنشر والتوزيع، 2005 (ردمك: 9953458731)
- نفكر.. نتعلم.. نحفظ.. في رحاب القرآن الكريم، 2005
- من شجرة إلى شجرة، دار المؤلف للطباعة والنشر والتوزيع، 2007 (ردمك: 9789953762500)
- الرقصة العجيبة، دار المؤلف للطباعة والنشر والتوزيع، 2007 (ردمك: 9789953762517)
- في منزلنا تختفي الأشياء؟، دار المؤلف للطباعة والنشر والتوزيع، 2007  (ردمك: 9789953762494)
- حدوب الجمل الصغير، منشاة المعارف بالإسكندرية، 2008 (ردمك: 9789953691398)
- ساعدني أساعدك، 2008 (ردمك: 9948037405)
- قبلات لأبي، منشأة المعارف بالإسكندرية، 2008  (ردمك: 9789953691404)
- الأستاذ بطيخ، أصالة للطباعة والنشر والتوزيع، 2009  رحلة تاجر فينيقي، 2009
- في صحبة إليسا، دار المؤلف للطباعة والنشر والتوزيع، 2009
- كيف أحافظ على صحتي بالغذاء؟، 2009  (ردمك: 9789953537221)
- كيف أنجح بأقل مجهود ممكن؟، 2009 (ردمك: 9789953537214)
- ألوان أرجوانية في مدينة صور، دار المؤلف للطباعة والنشر والتوزيع، 2009
- إيزيس في مدينة جبيل، دار المؤلف للطباعة والنشر والتوزيع،2009
- قدموس وحروف الأبجدية، دار المؤلف للطباعة والنشر والتوزيع، 2009
- كيف أصنع أصحابي وأصبح الأهل بينهم؟، أصالة للطباعة والنشر والتوزيع، 2009  (ردمك: 9789953537191)
- حكاية صياد سمك، كلمات للنشر والتوزيع، 2009 (ردمك: 9789948037507)
- كيف أقنع أهلي بالخروج حيث أرغب يوم العطلة، أصالة للطباعة والنشر والتوزيع، 2009 (ردمك: 9789953537207)
- أنا مصاب بالرشح!، اصالة للطباعة والنشر والتوزيع، 2010 (ردمك: 9786144020807)
- أبو بصلة، أصالة للطباعة والنشر والتوزيع، 2010 (ردمك: 9786144021804)
- حلوة يا مفتقة، أصالة للطباعة والنشر والتوزيع، 2010 (ردمك: 9786144023525)
- ماذا قررت يا مالك؟، دار المعارف ناشرون، 2011 (ردمك: 9789953692302)
- حازوقة روان، كلمات للنشر والتوزيع، 2011
- سيرة الحمار الأخير، دار الحدائق، 2012
- حارس النهر، أصالة للطباعة والنشر والتوزيع، 2012 (ردمك: 9786144025260)
- حلا المخترعة، كلمات للنشر والتوزيع، 2012
- كيف جئت؟، مكتبة المعارف، 2012 (ردمك: 9789953693958)
- قصص الحروف، دار الفكر اللبناني للطباعة والنشر، 2013 (ردمك: 9786144003275)
- غالية في المدرسة، اكاديميا انترناشيونال ش.م. 2013 (ردمك: 9789953379326)
- سر النجمة الحائرة، أكاديميا انترناشيونال ش.م.ل، 2013  (ردمك: 9789953379333)
- دكتورة ’شدة‘، مكتبة المعارف، 2014 (ردمك: 9789953695334)
- مغامرات في غابة القواعد التاء المربوطة، مكتبة المعارف، 2014 (ردمك: 9789953695297)
- قراقوش، أكاديميا انترناشيونال ش.م.ل، 2014 (ردمك: 9789953379241)
- لميس في السوبرماركت، أصالة للطباعة والنشر والتوزيع،    2014 (ردمك: 9786144027707)
- أنا أشارك – المرحلة الثانية، أصالة للطباعة والنشر والتوزيع، 2014 (ردمك: 9786144026380)
- أنا كنت مشاغبا – المرحلة الثالثة، أصالة للطباعة والنشر والتوزيع، 2014  (ردمك: 9786144026410)
- أنا كنت أغضب بسرعة – المرحلة الثالثة، أصالة للطباعة والنشر والتوزيع، 2014 (ردمك: 9786144027264)
- تامر والضيوف، أصالة للطباعة والنشر والتوزيع، 2014 (ردمك: 9786144027714)
- رسائل سلمى، كلمات للنشر والتوزيع، 2014 (ردمك: 9789948203629)
- أنا كنت فوضويا – المرحلة الرابعة، أصالة للطباعة والنشر والتوزيع، 2015 (ردمك: 9786144420898)
- دقيقة واحدة، أصالة للطباعة والنشر والتوزيع، 2015 (ردمك: 9786144421284)
- معركة عنترة بن شداد، أكاديميا انترناشيونال ش.م.ل، 2015 (ردمك: 9789953373461)
- غالية في العطلة، أكاديميا انترناشيونال ش.م.ل، 2015 (ردمك: 9789953379319)
- حصالة سارة، كلمات للنشر والتوزيع، 2015 (ردمك: 9789948857723)
- من خرب البستان، أصالة للطباعة والنشر والتوزيع، 2016 (ردمك: 9786144420867)
- حكاية ابن الملك مع الحكيم الثالث، دار المجاني ش.م.ل، 2016 (ردمك: 9789953168531)
- ما أحلى الإتفاق، مكتبة المعارف، 2016 (ردمك: 9789953696102)
- حكاية الملك أبو شروان مع الصبية وقصص أخرى، دار المجاني ش.م.ل، 2016 (ردمك: 9789953168548)
- رحلات السندباد البحري، دار المجاني ش.م.ل، 2016 (ردمك: 9789953168555)
- حكاية ابي قيرالصباغ وأبي صير المزين، دار المجاني ش.م.ل، 2016 (ردمك: 9789953168562)
- فرقة المغامرين السرية، دار النديم، 2016 (ردمك: 9786144500125)
- حكاية الثعلب والذئب وقصص أخرى، دار المجاني ش.م.ل، 2016 (ردمك: 9789953168586)
- حكاية الثور مع الحمار، دار المجاني ش.م.ل، 2016 (ردمك: 9789953168579)
- زينة الشجاعة، أصالة للطباعة والنشر والتوزيع، 2016 (ردمك: 9786144422267)
- ألحان الليل، كلمات للنشر والتوزيع، 2017 (ردمك: 9789948025320)
- صورة تذكارية، كلمات للنشر والتوزيع، 2017 (ردمك: 9789948136446)
- لغز الطابق التاسع، كلمات للنشر والتوزيع، 2017 (ردمك: 9789948223368)
- أحلى من الزعل، كلمات للنشر والتوزيع، 2017 (ردمك: 9789948100638)
- ’نغم‘ تضع خطة، أصالة للطباعة والنشر والتوزيع، 2017 (ردمك: 9786144423783)
- عنتر وعبلة في عصر السيلفي، دار المؤلف للطباعة والنشر والتوزيع، 2018 (ردمك: 9786144560723)
- جدي والجريدة، دار المجاني ش.م.ل، 2018 (ردمك: 9789953169484)
- شاركني أغراضك، أكاديميا انترناشيونال ش.م.ل، 2018 (ردمك: 9789953371047)
- زيارة إلى المزرعة، أكاديميا انترناشيونال ش.م.ل، 2018 (ردمك: 9789953373966)
- أبتعدي عن طريقي، أكاديميا انترناشيونال ش.م.ل، 2018
- فكرة جلبت الفرح، أكاديميا انترناشيونال ش.م.ل، 2018
- هكذا تكون المساعدة، أكاديميا انتيزناشيونال ش.م.ل، 2018
- الكائن العجيب، أصالة للطباعة والنشر والتوزيع، 2018 (ردمك: 9789953951041)
- عفوا لقد أخطأت، أكاديميا انترناشيونال ش.م.ل، 2018 (ردمك: 9789953371078)
- المسحراتي، أكاديميا انترناشيونال ش.م.ل، 2018 (ردمك: 9789953372860)
- ملك الغابة يريد مستشارًا، دار المجاني ش.م.ل، 2018 (ردمك: 9789953169477)
- عنترة وعبلة في عصر السيلفي، دار المؤلف للطباعة والنشر والتوزيع، 2018 (ردمك:9786144560723)
- هل الوحوش حقيقية؟ دار البنان، 2019 (ردمك: 9786144550519)
- نارسيس، دار المجاني ش.م.ل، 2019 (ردمك: 9789953169491)
- لغز النفايات في الحديقة، أصالة للطباعة والنشر والتوزيع، 2020 (ردمك: 9789953953533)
- افرنقعوا عنّي، دار البنان، 2020 (ردمك: 9786144550687)

## الجوائز
- حصلت قصتها «ماذا قررت يا مالك»، الصادرة عن دار المعارف ناشرون، على جائزة الشارقة لكتاب الطفل لعام 2012.[14]
- تم ترشيح قصتها «معركة عنترة بن شداد» للقائمة القصيرة لجائزة اتصالات لفئة قصص الناشئة العام 2017.[15]